# Стевлі
Стевлі (англ. Stavely) — містечко в Канаді, у провінції Альберта, у складі муніципального району Віллов-Крік № 26.

## Населення
За даними перепису 2016 року, містечко нараховувало 541 особу, показавши зростання на 7,1%, порівняно з 2011-м роком. Середня густина населення становила 296,2 осіб/км².
З офіційних мов обидвома одночасно володіли 10 жителів, тільки англійською — 525. Усього 40 осіб вважали рідною мовою не одну з офіційних.
Працездатне населення становило 205 осіб (45,6% усього населення), рівень безробіття — 9,8% (15,4% серед чоловіків та 0% серед жінок). 82,9% осіб були найманими працівниками, а 14,6% — самозайнятими.
Середній дохід на особу становив $38 255 (медіана $30 656), при цьому для чоловіків — $41 730, а для жінок $34 471 (медіани — $41 984 та $25 920 відповідно).
32,2% мешканців мали закінчену шкільну освіту, не мали закінченої шкільної освіти — 20%, 47,8% мали післяшкільну освіту, з яких 11,6% мали диплом бакалавра, або вищий.
| Статево-вікова структура населення | Статево-вікова структура населення | Статево-вікова структура населення | Статево-вікова структура населення | Статево-вікова структура населення |
| ---------------------------------- | ---------------------------------- | ---------------------------------- | ---------------------------------- | ---------------------------------- |
|                                    |                                    |                                    |                                    |                                    |
| Всього                             | Всього                             | 50,5%49,5%                         |                                    |                                    |
| 0 — 14 років                       | 0 — 14 років                       |                                    | 14,7%                              | 14,7%                              |
| 15 — 64 років                      | 15 — 64 років                      |                                    | 56,9%                              | 56,9%                              |
| 65 і більше                        | 65 і більше                        |                                    | 28,4%                              | 28,4%                              |
| 85 і більше                        | 85 і більше                        |                                    | 1,8%                               | 1,8%                               |
| Середній вік (років)               | Середній вік (років)               | 47,247,5                           | 47,3                               | 47,3                               |
| Медіана (років)                    | Медіана (років)                    | 53,5                               | 53,5                               | 53,5                               |
| — чоловіки — жінки                 |                                    |                                    |                                    |                                    |

| Походження мешканців:     | Походження мешканців:     | Походження мешканців: | Походження мешканців: | Походження мешканців: |
| ------------------------- | ------------------------- | --------------------- | --------------------- | --------------------- |
| Походження                |                           |                       | осіб                  | %                     |
| Корінні американці        | Корінні американці        |                       | 40                    | 7.39%                 |
| Інше північноамериканське | Інше північноамериканське |                       | 165                   | 30.5%                 |
| Європейське               | Європейське               |                       | 460                   | 85.03%                |
| британське                | британське                |                       | 305                   | 56.38%                |
| французьке                | французьке                |                       | 50                    | 9.24%                 |
| українське                | українське                |                       | 10                    | 1.85%                 |
| Океанійське               | Океанійське               |                       | 10                    | 1.85%                 |

| Зайнятість населення за галузями (за класифікацією NOC): | Зайнятість населення за галузями (за класифікацією NOC): | Зайнятість населення за галузями (за класифікацією NOC): | Зайнятість населення за галузями (за класифікацією NOC): | Зайнятість населення за галузями (за класифікацією NOC): |
| -------------------------------------------------------- | -------------------------------------------------------- | -------------------------------------------------------- | -------------------------------------------------------- | -------------------------------------------------------- |
|                                                          |                                                          |                                                          |                                                          |                                                          |
| Управління                                               | Управління                                               |                                                          | 10%                                                      | 10%                                                      |
| Бізнес, фінанси та адміністрування                       | Бізнес, фінанси та адміністрування                       |                                                          | 17,5%                                                    | 17,5%                                                    |
| Природничі та прикладні науки                            | Природничі та прикладні науки                            |                                                          | 5%                                                       | 5%                                                       |
| Охорона здоров'я                                         | Охорона здоров'я                                         |                                                          | 5%                                                       | 5%                                                       |
| Освіта, правозахист, муніципальні та урядові служби      | Освіта, правозахист, муніципальні та урядові служби      |                                                          | 5%                                                       | 5%                                                       |
| Роздрібна торгівля та послуги                            | Роздрібна торгівля та послуги                            |                                                          | 17,5%                                                    | 17,5%                                                    |
| Гуртова торгівля, транспорт та обладнання                | Гуртова торгівля, транспорт та обладнання                |                                                          | 30%                                                      | 30%                                                      |
| Природні ресурси, сільське господарство                  | Природні ресурси, сільське господарство                  |                                                          | 7,5%                                                     | 7,5%                                                     |
| Виробництво                                              | Виробництво                                              |                                                          | 5%                                                       | 5%                                                       |

## Клімат
Середня річна температура становить 4,7°C, середня максимальна – 22°C, а середня мінімальна – -15,4°C. Середня річна кількість опадів – 443 мм.
| Клімат поселення                              | Клімат поселення | Клімат поселення | Клімат поселення | Клімат поселення | Клімат поселення | Клімат поселення | Клімат поселення | Клімат поселення | Клімат поселення | Клімат поселення | Клімат поселення | Клімат поселення | Клімат поселення |
| Показник                                      | Січ.             | Лют.             | Бер.             | Квіт.            | Трав.            | Черв.            | Лип.             | Серп.            | Вер.             | Жовт.            | Лист.            | Груд.            |                  |
| Середній максимум, °C                         | −1,6             | 1,58             | 5,80             | 11,82            | 17,54            | 21,35            | 22,00            | 22,04            | 17,19            | 11,75            | 3,44             | −1,06            |                  |
| Середня температура, °C                       | −8,48            | −5,32            | −1,08            | 4,93             | 10,65            | 14,46            | 16,36            | 16,40            | 11,54            | 6,12             | −2,18            | −6,68            |                  |
| Середній мінімум, °C                          | −15,37           | −12,19           | −7,97            | −1,96            | 3,77             | 7,57             | 10,72            | 10,76            | 5,90             | 0,48             | −7,83            | −12,34           |                  |
| Норма опадів, мм                              | 15               | 16               | 28               | 30               | 63               | 92               | 52               | 48               | 44               | 20               | 20               | 15               |                  |
| Середньомісячна швидкість вітру, м/с          | 4.20             | 3.80             | 4.20             | 4.20             | 4.10             | 3.80             | 3.40             | 3.30             | 3.60             | 4.00             | 4.20             | 4.10             |                  |
| Середньомісячна сонячна радіація, кДж/м²·день | 4182             | 7661             | 12727            | 17139            | 20638            | 21899            | 23490            | 20085            | 14258            | 8494             | 4419             | 3272             |                  |
| --------------------------------------------- | ---------------- | ---------------- | ---------------- | ---------------- | ---------------- | ---------------- | ---------------- | ---------------- | ---------------- | ---------------- | ---------------- | ---------------- | ---------------- |
| Джерело:                                      |                  |                  |                  |                  |                  |                  |                  |                  |                  |                  |                  |                  |                  |